# Augmentativ
Das Augmentativ oder Augmentativum (von lateinisch augmen „Vermehrung, Zuwachs“) ist die Vergrößerungsform eines Substantivs und stellt den Gegensatz zum Diminutiv dar.

## Kennzeichen und Regeln
Man unterscheidet zwei Bildungsarten: die analytische Bildung durch Syntagma (z. B. Übergröße, wobei das Erstglied über die augmentative Funktion der Verstärkung übernimmt) und die synthetische Bildung mittels Derivaten. Hierbei kann eine genauere Unterscheidung nach den an der Bildung beteiligten Komponenten gemacht werden: Bildung mit Affixen (z. B. Bombenhitze, Telefonitis) und Affixoiden (z. B. Schlangenfraß, Modezar), teilweise werden weiterhin Bildungen mit Subaffixoiden (z. B. Fehlentscheidung, Schimpfkanonade) gesondert betrachtet.
Die im Deutschen gebräuchliche Vorsilbe un-, wie z. B. bei Unzahl, Unsumme, Unmenge oder Untier, wird in diesen Beispielen nicht zur Negation gebraucht, sondern als augmentatives Präfixoid mit der semantischen Bedeutung „(unvorstellbar) groß“. Bei einigen Zahlwörtern kann auch das Präfixoid aber- das Augmentativ ausdrücken, wie z. B. bei Abertausende. Die Präposition über kann als Präfix zu Wortbildungen wie z. B. Übergröße, Überlänge, Übermaß, Übermensch eingesetzt werden. Umgangssprachlich werden auch Riese (z. B. Riesengaudi) oder super- bzw. mega- (z. B. superstark, megastark) als Präfixe verwendet.
Verbreitet ist das Augmentativ im Italienischen, in dem es mit dem Suffix -one (m.) bzw. -ona (f.) gebildet wird; padre ist der Vater, padrone der Herr oder Gebieter, padrona die Herrin. Im Portugiesischen ist die häufigste Endung des Augmentativs -ão; es ist grammatisch maskulin, aber auch als Augmentativ femininer Substantive verwendbar, zum Beispiel ist casarão (m.) ein großes Haus, abgeleitet aus casa (f.), oder sapatão (m.) ein großer Schuh, abgeleitet aus sapato (m.).

## Beispiele

### Esperanto
In der internationalen Sprache Esperanto wird die Silbe -eg- benutzt; danach wird, wie regelhaft üblich, ein Endvokal oder eine Endsilbe angefügt, die die Wortklasse bezeichnet (-o für Substantive in der Einzahl, -oj Substantive im Plural, -a für Adjektive, -e für Adverbien, -i für Verben in der Grundform usw.). Die entgegengesetzte „Verkleinerungsform“ (Diminutiv) wird mit der Silbe -et- in Anlehnung an die romanischen Sprachen gebildet.
- pordo „Tür“, pordego „Tor“, pordeto „Türchen“
- varma „warm“, varmega „heiß“, varmeta „lauwarm“
- salti „springen“, saltegi „Riesensprünge machen“, salteti „hüpfen“

Die Silben sind auch als eigenständige Wortstämme einsetzbar.
- ege „sehr“ (Adverb), eta „klein, gering“

### Italienisch
- porta („Tür“) wird zu portone („Tor“)
- tromba („Trompete“) oder viola („Bratsche“) werden zu Trombone („Posaune“) bzw. Violone.
- Tortellini oder Spaghetti werden zu Tortelloni bzw. Spaghettoni.

Dabei ist zu beachten, dass die durch die Augmentation entstandenen Substantive Maskulina sind, z. B. la porta – il portone, la viola – il violone.

### Neugriechisch
- Maskulina: -αρος [-aros]
- Feminina: -άρα [-ára]

μύτη [míti] („Nase“) wird zu μυτάρα [mitára] („große Nase“). Das entsprechende Diminutiv lautet μυτούλα [mitoúla] („Näschen“).
Die in der griechischen Volkssprache Dimotiki gebräuchlichen Augmentativa sind „manchmal sehr plastisch […] und [werden] dem mediterranen Temperament der Griechen gerecht […]. Hier leisten vor allem die Endungen -αρος (männl.) und -άρα (weibl.) gute Dienste: η μύτη [i míti] (die Nase), ο μύταρος [o mítaros] = η μυτάρα [i mitára] (die große Nase [ugspr. auch ‚der große Zinken‘]). Die Bedeutung ist oft ironisch“, ja nicht selten gar pejorativ.
Beispielhaft hierfür ist jener griechische Abschnitt der bekannten Erzählung des hölzernen Pinocchio, in der dessen viel zu groß gewachsene Lügen-Nase (die mitára) schließlich wieder zu einem gewöhnlichen, kleinen Näschen (einer mitoúla) schrumpft. Bei Letzterem handelt es sich um eine von mindestens zwei gebräuchlichen weiblichen Verniedlichungsformen (Diminutiv der Feminina; die Maskulina und Neutra kennen jeweils weitere eigene Formen).

### Polnisch
- Maskulina, Feminina und Neutra: -isko (-ysko) für Personen, Tiere und konkrete Gegenstände.[3]

Es kommt hierbei zu einem Wechsel im Genus. Diese Formen stehen alle im Neutrum.
Im  Polnischen wird zum Beispiel aus dom („Haus“) domisko („großes Haus“) gebildet und ist nicht zu verwechseln mit domek („Häuschen“). Aus ciało („Körper“) wird cielsko.
- Maskulina, Feminina und Neutra: -idło (-ydło) für literarische Werke und andere Kunstwerke.[4]

Auch hier wechselt das Genus zum Neutrum.
So wird aus film („Film“) filmidło („schlechter, langatmiger Film“) oder aus wiersz („Gedicht“) wierszydło („erbärmliches, langes Gedicht“).
Es existieren weitere Suffixe bzw. Nullsuffigierung, die einen augmentativen Effekt haben:
- z. B. wird aus szpilka („Stecknadel“) szpila („große Steckadel“)
oder aus ciastko („Kuchen“) ciacho („großer Kuchen“)
und aus kiełbasa („Wurst“) kiełbacha („Riesenwurst“).[5]
- -ina (-yna) haben neben der Vergröberung auch eine stark abwertende Funktion.
Hier findet bei maskulin-personalen Substantiven keine Genusveränderung statt. Alle anderen Substantive werden feminin.[6]
- -al kann ebenfalls ein Augmentativ bilden.
Bsp.: nos („Nase“) wird zu nochal („Zinken“).

Es existieren weitere Suffixe, die aus Substantiven und Adjektiven Augmentative bilden.

### Portugiesisch
Suffix -ão:
- casarão (m., „großes Haus“) von casa (f.)
- sapatão (m., „großer Schuh“) von sapato (m.).

### Rumänisch
Suffixe: -an, -andru, -oi, -oaie
Beispiele: cățel („Hündchen“) wird zu cățelandru, casă („Haus“) wird zu căsoi oder căsoaie.

### Russisch
- Maskulina und Neutra: -ище [-ischtsche]
- Feminina: -ища [-ischtscha]

Im Russischen wird zum Beispiel aus дом [dom] („Haus“) домище [domischtsche] („großes Haus“) gebildet. Dies ist nicht zu verwechseln mit dem Diminutiv домик [domik] („Häuschen“). Ebenso бородища [borodischtscha] von борода [boroda] („Bart“).

### Spanisch
Suffixe: -ote/-ota, -ón/-ona, -azo/-aza
botella („Flasche“) wird zu botellón („große dicke Flasche“).